# Arctic Race of Norway 2023
L'Arctic Race of Norway 2023 est la 10e édition de cette course cycliste masculine sur route. Elle a lieu du 17 au 20 août 2023 en Norvège et fait partie du calendrier UCI ProSeries 2023.

## Présentation

### Équipes
| WorldTeams (6)- Astana Qazaqstan Team - Cofidis - Lidl-Trek - Arkéa-Samsic - Team DSM-Firmenich - Team Jayco AlUla ProTeams (8)- Bingoal WB - Burgos-BH - Equipo Kern Pharma - Human Powered Health - Israel-Premier Tech - Q36.5 Pro Cycling Team - Team Flanders-Baloise - Uno-X Pro Cycling Team Équipes continentales (3)- Equipe continentale Groupama-FDJ - Team Coop-Repsol - Trinity Racing Équipe nationale- Norvège |
| |

### Étapes
| Étape     | Date    | Villes étapes          | type                      | Distance (km) | Dénivelé (m) | Vainqueur d'étape   | Leader du classement général |
| --------- | ------- | ---------------------- | ------------------------- | ------------- | ------------ | ------------------- | ---------------------------- |
| 1re étape | 17 août | Kautokeino – Alta      | étape de plaine           | 171           | 1 377 m      | Alberto Dainese     | Alberto Dainese              |
| 2e étape  | 18 août | Alta – Hammerfest      | étape de plaine           | 153,5         | 1 578 m      | Michele Gazzoli     | Noah Hobbs                   |
| 3e étape  | 19 août | Hammerfest – Havøysund | étape de moyenne montagne | 167           | 2 172 m      | Stephen Williams    | Stephen Williams             |
| 4e étape  | 20 août | Kvalsund – Nordkapp    | étape de moyenne montagne | 171,4         | 2 188 m      | Clément Champoussin | Stephen Williams             |

## Déroulement de la course

### 1reétape
| \| Classement de l'étape \| Classement de l'étape \| Classement de l'étape \| Classement de l'étape \| Classement de l'étape \| \| Coureur \| Coureur \| Pays \| Équipe \| Temps \| \| --------------------- \| ---------------------- \| --------------------- \| -------------------------------- \| --------------------- \| \| 1er \| Alberto Dainese \| Italie \| Team DSM-Firmenich \| 4 h 06 min 07 s \| \| 2e \| Noah Hobbs \| Royaume-Uni \| Équipe continentale Groupama-FDJ \| + 0 s \| \| 3e \| Clément Champoussin \| France \| Arkéa-Samsic \| + 0 s \| \| 4e \| Marc Brustenga \| Espagne \| Lidl-Trek \| + 0 s \| \| 5e \| Antonio Angulo \| Espagne \| Burgos-BH \| + 0 s \| \| 6e \| Kévin Ledanois \| France \| Arkéa-Samsic \| + 0 s \| \| 7e \| August Jensen \| Norvège \| Human Powered Health \| + 0 s \| \| 8e \| Martin Bugge Urianstad \| Norvège \| Uno-X Pro Cycling Team \| + 0 s \| \| 9e \| Marco Tizza \| Italie \| Bingoal WB \| + 0 s \| \| 10e \| Colin Joyce \| États-Unis \| Human Powered Health \| + 0 s \| |                        |             |                                  |                 |
| |                        |             |                                  |                 |
| Source : ProCyclingStats |                        |             |                                  |                 |
| Classement de l'étape |                        |             |                                  |                 |
| Coureur | Coureur                | Pays        | Équipe                           | Temps           |
| 1er | Alberto Dainese        | Italie      | Team DSM-Firmenich               | 4 h 06 min 07 s |
| 2e | Noah Hobbs             | Royaume-Uni | Équipe continentale Groupama-FDJ | + 0 s           |
| 3e | Clément Champoussin    | France      | Arkéa-Samsic                     | + 0 s           |
| 4e | Marc Brustenga         | Espagne     | Lidl-Trek                        | + 0 s           |
| 5e | Antonio Angulo         | Espagne     | Burgos-BH                        | + 0 s           |
| 6e | Kévin Ledanois         | France      | Arkéa-Samsic                     | + 0 s           |
| 7e | August Jensen          | Norvège     | Human Powered Health             | + 0 s           |
| 8e | Martin Bugge Urianstad | Norvège     | Uno-X Pro Cycling Team           | + 0 s           |
| 9e | Marco Tizza            | Italie      | Bingoal WB                       | + 0 s           |
| 10e | Colin Joyce            | États-Unis  | Human Powered Health             | + 0 s           |

| \| Classement général \| Classement général \| Classement général \| Classement général \| Classement général \| \| Coureur \| Coureur \| Pays \| Équipe \| Temps \| \| ------------------ \| ------------------- \| ------------------ \| -------------------------------- \| ------------------ \| \| 1er \| Alberto Dainese \| Italie \| Team DSM-Firmenich \| 4 h 05 min 57 s \| \| 2e \| Noah Hobbs \| Royaume-Uni \| Équipe continentale Groupama-FDJ \| + 4 s \| \| 3e \| Lewis Bower \| Nouvelle-Zélande \| Équipe continentale Groupama-FDJ \| + 4 s \| \| 4e \| Clément Champoussin \| France \| Arkéa-Samsic \| + 6 s \| \| 5e \| Tobias Johannessen \| Norvège \| Uno-X Pro Cycling Team \| + 7 s \| \| 6e \| Stephen Williams \| Royaume-Uni \| Israel-Premier Tech \| + 8 s \| \| 7e \| Christian Scaroni \| Italie \| Astana Qazaqstan Team \| + 9 s \| \| 8e \| Marc Brustenga \| Espagne \| Lidl-Trek \| + 10 s \| \| 9e \| Antonio Angulo \| Espagne \| Burgos-BH \| + 10 s \| \| 10e \| Kévin Ledanois \| France \| Arkéa-Samsic \| + 10 s \| |                     |                  |                                  |                 |
| |                     |                  |                                  |                 |
| Source : ProCyclingStats |                     |                  |                                  |                 |
| Classement général |                     |                  |                                  |                 |
| Coureur | Coureur             | Pays             | Équipe                           | Temps           |
| 1er | Alberto Dainese     | Italie           | Team DSM-Firmenich               | 4 h 05 min 57 s |
| 2e | Noah Hobbs          | Royaume-Uni      | Équipe continentale Groupama-FDJ | + 4 s           |
| 3e | Lewis Bower         | Nouvelle-Zélande | Équipe continentale Groupama-FDJ | + 4 s           |
| 4e | Clément Champoussin | France           | Arkéa-Samsic                     | + 6 s           |
| 5e | Tobias Johannessen  | Norvège          | Uno-X Pro Cycling Team           | + 7 s           |
| 6e | Stephen Williams    | Royaume-Uni      | Israel-Premier Tech              | + 8 s           |
| 7e | Christian Scaroni   | Italie           | Astana Qazaqstan Team            | + 9 s           |
| 8e | Marc Brustenga      | Espagne          | Lidl-Trek                        | + 10 s          |
| 9e | Antonio Angulo      | Espagne          | Burgos-BH                        | + 10 s          |
| 10e | Kévin Ledanois      | France           | Arkéa-Samsic                     | + 10 s          |

### 2eétape
| \| Classement de l'étape \| Classement de l'étape \| Classement de l'étape \| Classement de l'étape \| Classement de l'étape \| \| Coureur \| Coureur \| Pays \| Équipe \| Temps \| \| --------------------- \| --------------------- \| --------------------- \| -------------------------------- \| --------------------- \| \| 1er \| Michele Gazzoli \| Italie \| Astana Qazaqstan Team \| 3 h 28 min 35 s \| \| 2e \| Christian Scaroni \| Italie \| Astana Qazaqstan Team \| + 0 s \| \| 3e \| Jonathan Lastra \| Espagne \| Cofidis \| + 0 s \| \| 4e \| Thibaud Gruel \| France \| Équipe continentale Groupama-FDJ \| + 0 s \| \| 5e \| Milan Fretin \| Belgique \| Team Flanders-Baloise \| + 0 s \| \| 6e \| Kevin Vermaerke \| États-Unis \| Team DSM-Firmenich \| + 0 s \| \| 7e \| Elias Maris \| Belgique \| Team Flanders-Baloise \| + 0 s \| \| 8e \| Tobias Johannessen \| Norvège \| Uno-X Pro Cycling Team \| + 0 s \| \| 9e \| Dylan Teuns \| Belgique \| Israel-Premier Tech \| + 0 s \| \| 10e \| André Drege \| Norvège \| Team Coop-Repsol \| + 0 s \| |                    |            |                                  |                 |
| |                    |            |                                  |                 |
| Source : ProCyclingStats |                    |            |                                  |                 |
| Classement de l'étape |                    |            |                                  |                 |
| Coureur | Coureur            | Pays       | Équipe                           | Temps           |
| 1er | Michele Gazzoli    | Italie     | Astana Qazaqstan Team            | 3 h 28 min 35 s |
| 2e | Christian Scaroni  | Italie     | Astana Qazaqstan Team            | + 0 s           |
| 3e | Jonathan Lastra    | Espagne    | Cofidis                          | + 0 s           |
| 4e | Thibaud Gruel      | France     | Équipe continentale Groupama-FDJ | + 0 s           |
| 5e | Milan Fretin       | Belgique   | Team Flanders-Baloise            | + 0 s           |
| 6e | Kevin Vermaerke    | États-Unis | Team DSM-Firmenich               | + 0 s           |
| 7e | Elias Maris        | Belgique   | Team Flanders-Baloise            | + 0 s           |
| 8e | Tobias Johannessen | Norvège    | Uno-X Pro Cycling Team           | + 0 s           |
| 9e | Dylan Teuns        | Belgique   | Israel-Premier Tech              | + 0 s           |
| 10e | André Drege        | Norvège    | Team Coop-Repsol                 | + 0 s           |

| \| Classement général \| Classement général \| Classement général \| Classement général \| Classement général \| \| Coureur \| Coureur \| Pays \| Équipe \| Temps \| \| ------------------ \| ------------------ \| ------------------ \| -------------------------------- \| ------------------ \| \| 1er \| Noah Hobbs \| Royaume-Uni \| Équipe continentale Groupama-FDJ \| 7 h 34 min 31 s \| \| 2e \| Alberto Dainese \| Italie \| Team DSM-Firmenich \| + 1 s \| \| 3e \| Michele Gazzoli \| Italie \| Astana Qazaqstan Team \| + 1 s \| \| 4e \| Lewis Bower \| Nouvelle-Zélande \| Équipe continentale Groupama-FDJ \| + 3 s \| \| 5e \| Christian Scaroni \| Italie \| Astana Qazaqstan Team \| + 4 s \| \| 6e \| Jonathan Lastra \| Espagne \| Cofidis \| + 7 s \| \| 7e \| André Drege \| Norvège \| Team Coop-Repsol \| + 8 s \| \| 8e \| Tobias Johannessen \| Norvège \| Uno-X Pro Cycling Team \| + 8 s \| \| 9e \| Stephen Williams \| Royaume-Uni \| Israel-Premier Tech \| + 9 s \| \| 10e \| Fergus Browning \| Australie \| Trinity Racing \| + 9 s \| |                    |                  |                                  |                 |
| |                    |                  |                                  |                 |
| Source : ProCyclingStats |                    |                  |                                  |                 |
| Classement général |                    |                  |                                  |                 |
| Coureur | Coureur            | Pays             | Équipe                           | Temps           |
| 1er | Noah Hobbs         | Royaume-Uni      | Équipe continentale Groupama-FDJ | 7 h 34 min 31 s |
| 2e | Alberto Dainese    | Italie           | Team DSM-Firmenich               | + 1 s           |
| 3e | Michele Gazzoli    | Italie           | Astana Qazaqstan Team            | + 1 s           |
| 4e | Lewis Bower        | Nouvelle-Zélande | Équipe continentale Groupama-FDJ | + 3 s           |
| 5e | Christian Scaroni  | Italie           | Astana Qazaqstan Team            | + 4 s           |
| 6e | Jonathan Lastra    | Espagne          | Cofidis                          | + 7 s           |
| 7e | André Drege        | Norvège          | Team Coop-Repsol                 | + 8 s           |
| 8e | Tobias Johannessen | Norvège          | Uno-X Pro Cycling Team           | + 8 s           |
| 9e | Stephen Williams   | Royaume-Uni      | Israel-Premier Tech              | + 9 s           |
| 10e | Fergus Browning    | Australie        | Trinity Racing                   | + 9 s           |

### 3eétape
| \| Classement de l'étape \| Classement de l'étape \| Classement de l'étape \| Classement de l'étape \| Classement de l'étape \| \| Coureur \| Coureur \| Pays \| Équipe \| Temps \| \| --------------------- \| --------------------- \| --------------------- \| ---------------------- \| --------------------- \| \| 1er \| Stephen Williams \| Royaume-Uni \| Israel-Premier Tech \| 4 h 02 min 58 s \| \| 2e \| Clément Champoussin \| France \| Arkéa-Samsic \| + 0 s \| \| 3e \| Christian Scaroni \| Italie \| Astana Qazaqstan Team \| + 0 s \| \| 4e \| Tobias Johannessen \| Norvège \| Uno-X Pro Cycling Team \| + 0 s \| \| 5e \| Dylan Teuns \| Belgique \| Israel-Premier Tech \| + 0 s \| \| 6e \| Roger Adrià \| Espagne \| Equipo Kern Pharma \| + 0 s \| \| 7e \| Matthew Dinham \| Australie \| Team DSM-Firmenich \| + 0 s \| \| 8e \| Guillaume Martin \| France \| Cofidis \| + 0 s \| \| 9e \| Kevin Vermaerke \| États-Unis \| Team DSM-Firmenich \| + 0 s \| \| 10e \| Kamiel Bonneu \| Belgique \| Team Flanders-Baloise \| + 7 s \| |                     |             |                        |                 |
| |                     |             |                        |                 |
| Source : ProCyclingStats |                     |             |                        |                 |
| Classement de l'étape |                     |             |                        |                 |
| Coureur | Coureur             | Pays        | Équipe                 | Temps           |
| 1er | Stephen Williams    | Royaume-Uni | Israel-Premier Tech    | 4 h 02 min 58 s |
| 2e | Clément Champoussin | France      | Arkéa-Samsic           | + 0 s           |
| 3e | Christian Scaroni   | Italie      | Astana Qazaqstan Team  | + 0 s           |
| 4e | Tobias Johannessen  | Norvège     | Uno-X Pro Cycling Team | + 0 s           |
| 5e | Dylan Teuns         | Belgique    | Israel-Premier Tech    | + 0 s           |
| 6e | Roger Adrià         | Espagne     | Equipo Kern Pharma     | + 0 s           |
| 7e | Matthew Dinham      | Australie   | Team DSM-Firmenich     | + 0 s           |
| 8e | Guillaume Martin    | France      | Cofidis                | + 0 s           |
| 9e | Kevin Vermaerke     | États-Unis  | Team DSM-Firmenich     | + 0 s           |
| 10e | Kamiel Bonneu       | Belgique    | Team Flanders-Baloise  | + 7 s           |

| \| Classement général \| Classement général \| Classement général \| Classement général \| Classement général \| \| Coureur \| Coureur \| Pays \| Équipe \| Temps \| \| ------------------ \| --------------------------- \| ------------------ \| ---------------------- \| ------------------ \| \| 1er \| Stephen Williams \| Royaume-Uni \| Israel-Premier Tech \| 11 h 37 min 28 s \| \| 2e \| Christian Scaroni \| Italie \| Astana Qazaqstan Team \| + 1 s \| \| 3e \| Tobias Johannessen \| Norvège \| Uno-X Pro Cycling Team \| + 9 s \| \| 4e \| Kevin Vermaerke \| États-Unis \| Team DSM-Firmenich \| + 11 s \| \| 5e \| Dylan Teuns \| Belgique \| Israel-Premier Tech \| + 12 s \| \| 6e \| Matthew Dinham \| Australie \| Team DSM-Firmenich \| + 12 s \| \| 7e \| Guillaume Martin \| France \| Cofidis \| + 12 s \| \| 8e \| Roger Adrià \| Espagne \| Equipo Kern Pharma \| + 12 s \| \| 9e \| Kamiel Bonneu \| Belgique \| Team Flanders-Baloise \| + 19 s \| \| 10e \| Cedrik Bakke Christophersen \| Norvège \| Team Coop-Repsol \| + 20 s \| |                             |             |                        |                  |
| |                             |             |                        |                  |
| Source : ProCyclingStats |                             |             |                        |                  |
| Classement général |                             |             |                        |                  |
| Coureur | Coureur                     | Pays        | Équipe                 | Temps            |
| 1er | Stephen Williams            | Royaume-Uni | Israel-Premier Tech    | 11 h 37 min 28 s |
| 2e | Christian Scaroni           | Italie      | Astana Qazaqstan Team  | + 1 s            |
| 3e | Tobias Johannessen          | Norvège     | Uno-X Pro Cycling Team | + 9 s            |
| 4e | Kevin Vermaerke             | États-Unis  | Team DSM-Firmenich     | + 11 s           |
| 5e | Dylan Teuns                 | Belgique    | Israel-Premier Tech    | + 12 s           |
| 6e | Matthew Dinham              | Australie   | Team DSM-Firmenich     | + 12 s           |
| 7e | Guillaume Martin            | France      | Cofidis                | + 12 s           |
| 8e | Roger Adrià                 | Espagne     | Equipo Kern Pharma     | + 12 s           |
| 9e | Kamiel Bonneu               | Belgique    | Team Flanders-Baloise  | + 19 s           |
| 10e | Cedrik Bakke Christophersen | Norvège     | Team Coop-Repsol       | + 20 s           |

### 4eétape
| \| Classement de l'étape \| Classement de l'étape \| Classement de l'étape \| Classement de l'étape \| Classement de l'étape \| \| Coureur \| Coureur \| Pays \| Équipe \| Temps \| \| --------------------- \| --------------------- \| --------------------- \| ---------------------- \| --------------------- \| \| 1er \| Clément Champoussin \| France \| Arkéa-Samsic \| 4 h 00 min 38 s \| \| 2e \| Odd Christian Eiking \| Norvège \| EF Education-EasyPost \| + 0 s \| \| 3e \| Michele Gazzoli \| Italie \| Astana Qazaqstan Team \| + 0 s \| \| 4e \| Tobias Johannessen \| Norvège \| Uno-X Pro Cycling Team \| + 0 s \| \| 5e \| Matthew Dinham \| Australie \| Team DSM-Firmenich \| + 0 s \| \| 6e \| Christian Scaroni \| Italie \| Astana Qazaqstan Team \| + 0 s \| \| 7e \| Kamiel Bonneu \| Belgique \| Team Flanders-Baloise \| + 0 s \| \| 8e \| Dylan Teuns \| Belgique \| Israel-Premier Tech \| + 0 s \| \| 9e \| Kevin Vermaerke \| États-Unis \| Team DSM-Firmenich \| + 0 s \| \| 10e \| Stephen Williams \| Royaume-Uni \| Israel-Premier Tech \| + 0 s \| |                      |             |                        |                 |
| |                      |             |                        |                 |
| Source : ProCyclingStats |                      |             |                        |                 |
| Classement de l'étape |                      |             |                        |                 |
| Coureur | Coureur              | Pays        | Équipe                 | Temps           |
| 1er | Clément Champoussin  | France      | Arkéa-Samsic           | 4 h 00 min 38 s |
| 2e | Odd Christian Eiking | Norvège     | EF Education-EasyPost  | + 0 s           |
| 3e | Michele Gazzoli      | Italie      | Astana Qazaqstan Team  | + 0 s           |
| 4e | Tobias Johannessen   | Norvège     | Uno-X Pro Cycling Team | + 0 s           |
| 5e | Matthew Dinham       | Australie   | Team DSM-Firmenich     | + 0 s           |
| 6e | Christian Scaroni    | Italie      | Astana Qazaqstan Team  | + 0 s           |
| 7e | Kamiel Bonneu        | Belgique    | Team Flanders-Baloise  | + 0 s           |
| 8e | Dylan Teuns          | Belgique    | Israel-Premier Tech    | + 0 s           |
| 9e | Kevin Vermaerke      | États-Unis  | Team DSM-Firmenich     | + 0 s           |
| 10e | Stephen Williams     | Royaume-Uni | Israel-Premier Tech    | + 0 s           |

## Classements finals

### Classement général final
| \| Classement général \| Classement général \| Classement général \| Classement général \| Classement général \| \| Coureur \| Coureur \| Pays \| Équipe \| Temps \| \| ------------------ \| --------------------------- \| ------------------ \| ---------------------- \| ------------------ \| \| 1er \| Stephen Williams \| Royaume-Uni \| Israel-Premier Tech \| 15 h 38 min 06 s \| \| 2e \| Christian Scaroni \| Italie \| Astana Qazaqstan Team \| + 1 s \| \| 3e \| Kevin Vermaerke \| États-Unis \| Team DSM-Firmenich \| + 9 s \| \| 4e \| Tobias Johannessen \| Norvège \| Uno-X Pro Cycling Team \| + 9 s \| \| 5e \| Dylan Teuns \| Belgique \| Israel-Premier Tech \| + 11 s \| \| 6e \| Matthew Dinham \| Australie \| Team DSM-Firmenich \| + 12 s \| \| 7e \| Guillaume Martin \| France \| Cofidis \| + 12 s \| \| 8e \| Roger Adrià \| Espagne \| Equipo Kern Pharma \| + 12 s \| \| 9e \| Kamiel Bonneu \| Belgique \| Team Flanders-Baloise \| + 19 s \| \| 10e \| Cedrik Bakke Christophersen \| Norvège \| Team Coop-Repsol \| + 20 s \| |                             |             |                        |                  |
| |                             |             |                        |                  |
| Source : ProCyclingStats |                             |             |                        |                  |
| Classement général |                             |             |                        |                  |
| Coureur | Coureur                     | Pays        | Équipe                 | Temps            |
| 1er | Stephen Williams            | Royaume-Uni | Israel-Premier Tech    | 15 h 38 min 06 s |
| 2e | Christian Scaroni           | Italie      | Astana Qazaqstan Team  | + 1 s            |
| 3e | Kevin Vermaerke             | États-Unis  | Team DSM-Firmenich     | + 9 s            |
| 4e | Tobias Johannessen          | Norvège     | Uno-X Pro Cycling Team | + 9 s            |
| 5e | Dylan Teuns                 | Belgique    | Israel-Premier Tech    | + 11 s           |
| 6e | Matthew Dinham              | Australie   | Team DSM-Firmenich     | + 12 s           |
| 7e | Guillaume Martin            | France      | Cofidis                | + 12 s           |
| 8e | Roger Adrià                 | Espagne     | Equipo Kern Pharma     | + 12 s           |
| 9e | Kamiel Bonneu               | Belgique    | Team Flanders-Baloise  | + 19 s           |
| 10e | Cedrik Bakke Christophersen | Norvège     | Team Coop-Repsol       | + 20 s           |

### Évolution des classements
| Étape              | Vainqueur           | Classement général | Classement par points | Classement de la montagne | Classement du meilleur jeune | Classement par équipes | Prix de la combativité |
| ------------------ | ------------------- | ------------------ | --------------------- | ------------------------- | ---------------------------- | ---------------------- | ---------------------- |
| 1                  | Alberto Dainese     | Alberto Dainese    | Alberto Dainese       | Vincent Van Hemelen       | Alberto Dainese              | Arkéa-Samsic           | Johan Ravnøy           |
| 2                  | Michele Gazzoli     | Noah Hobbs         | Noah Hobbs            | Vincent Van Hemelen       | Noah Hobbs                   | Astana Qazaqstan       | non-décerné            |
| 3                  | Stephen Williams    | Stephen Williams   | Christian Scaroni     | Vincent Van Hemelen       | Tobias Halland Johannessen   | Israel-Premier Tech    | Vincent Van Hemelen    |
| 4                  | Clément Champoussin | Stephen Williams   | Clément Champoussin   | Vincent Van Hemelen       | Kevin Vermaerke              | Israel-Premier Tech    | Walter Calzoni         |
| Classements finals | Classements finals  | Stephen Williams   | Clément Champoussin   | Vincent Van Hemelen       | Kevin Vermaerke              | Israel-Premier Tech    | non-décerné            |